# Strangalia famelica
Strangalia famelica là một loài bọ cánh cứng trong họ Cerambycidae.